# فيلامايا
بلدية فيلامايا (بالإسبانية: Vilamalla) هي بلدية تقع في مقاطعة جرندة التابعة لمنطقة كتالونيا شمال شرق إسبانيا.

## الديموغرافيا
بلغ عدد سكان بلدية فيلامايا 1.115 نسمة عام 2011 (وفقاً للمعهد الوطني الإسباني للإحصاء).
| 606 | 699 | 851 | 947 | 1.106 | 1.134 | 1.115 |